# 中宮 (日本位號)
中宮，是日本皇室過去曾使用的封號之一，在不同的時代有不同的意義與地位。

## 源流
日本飛鳥時代的文武天皇所頒定的大寶律令中，規範了宮中專責服侍皇后、皇太后、太皇太后的家政機關為中宮職，因此也將皇后、皇太后與太皇太后三者總稱為中宮。
不過，飛鳥時代自文武天皇以後，元明、元正兩位女天皇依續即位，由於女天皇沒有立后的需要，而當時宮中除了女天皇之外，地位最高的女性為圣武天皇生母：皇太夫人藤原宮子，因此中宮職轉而負責服侍藤原宮子，中宮在當時也用於代稱藤原宮子。
之後，聖武天皇在天平元年（729年）打破了只有皇族才能成為皇后的舊例，冊立臣籍出身的藤原光明子為皇后，為此設立皇后宮職負責服侍藤原光明子；而到了孝谦天皇即位後，藤原光明子與藤原宮子依序升格為皇太后與太皇太后，又為此設立皇太后宮職、太皇太后宮職等名稱相對應的家政機關各自服侍，自此確立了皇后、皇太后、太皇太后都有各自名稱相對應的家政機關負責服侍與照料，加上自從藤原宮子之後，陸續有六位皇太夫人由中宮職負責服侍，更加深了皇太夫人代稱為中宮的用法與印象。
之後在平安時代，醍醐天皇立后時，由於藤原穩子使用的封號是中宮而非皇后，加上自從皇太夫人藤原溫子去世後宮中就再也沒有皇太夫人，因此中宮職便負責服侍中宮藤原穩子，此後中宮又成為皇后的別稱，甚至等同於皇后，因為往後有多位天皇的正配只使用過中宮的封號。
1000年（長保二年），藤原道長為削弱皇后藤原定子的影響力，並提高自己的女兒藤原彰子的地位，在定子皇后仍然保有天皇正室的名分的情況下，將彰子也設為天皇正室。定子的頭銜仍為天皇正室一般所使用的頭銜「皇后」（ Kōgō），而彰子則使用本來與「皇后」同義、從「皇后」頭銜分離出來的頭銜「中宮」（ Chūgū）。此後諸多天皇在冊立皇后時，多先立為中宮，日後再立第二位正配時，便將先前的中宮改號為名義上較高的皇后，新立的第二位正配則是中宮。
日本皇室自從將中宮作為等同於皇后的封號使用以來，歷史上有多位女性曾受封為中宮，當中亦有多人改號為皇后；直到江户时代光格天皇的中宮欣子內親王在文化14年（1817年），因光格天皇讓位於仁孝天皇而改稱皇太后為止，中宮這個封號的使用暫時中斷。
一直到近現代的明治時代，明治天皇的皇后一條美子，在明治元年（1869年）的立后之初，因宮中沿用舊時制度，由中宮職負責服侍皇后，因以一條美子也曾短暫的使用過中宮這個名號；後來在明治二年，中宮職改稱皇后宮職，美子中宮亦改號為皇后；之後又隨著的皇室典範的頒定，確立了日本皇室的一夫一妻制，一條美子也因此成為日本歷史上最後一位中宮。